# Ringwall Hallgarter Zange
Bei dem Ringwall Hallgarter Zange handelt es sich um eine Ringmauer, die vermutlich im Zusammenhang mit dem Kloster Eberbach steht. Sie befindet sich im Rheingaugebirge in 525 Meter Höhe auf dem östlichen Nebengipfel der Hallgarter Zange etwa 600 Meter von dieser entfernt und 500 Meter nördlich der Hallgartener Siedlung Am Rebhang.
Der Wall selbst bestand aus einer einfachen Trockenmauer, die sich heute noch stellenweise nachverfolgen lässt. Das Gelände wurde dabei nicht günstig in den Wall integriert. Das Innere der Anlage ist derzeit dicht von jungem Nadelwald bestanden und somit praktisch unzugänglich. 
Durch Karl August von Cohausen wird die Anlage 1879 erwähnt. Weitere Erkundungen oder sogar Ausgrabungen der Anlage fanden nie statt. Cohausen vermutet aufgrund der Darstellung der Anlage, dass es sich hierbei um eine Fluchtburg für das Kloster Eberbach handelt.  

## Denkmalschutz
Der Burgstall der Wallanlage ist ein Bodendenkmal nach dem Hessischen Denkmalschutzgesetz. Nachforschungen und gezieltes Sammeln von Funden sind genehmigungspflichtig, Zufallsfunde an die Denkmalbehörden zu melden.